# Caio Calvísio Sabino (cônsul em 4 a.C.)
Caio Calvísio Sabino (em latim: Gaius Calvisius Sabinus; n. 36 a.C.) foi um senador romano da gente Calvísia eleito cônsul em 4 a.C.. Sabino era filho de Caio Calvísio Sabino, cônsul em 39 a.C., e teve pelo menos um filho, Caio Calvísio Sabino, cônsul em 26.

## História
Presume-se que Sabino tenha seguido os passos de seu pai ao ser admitido como um dos septênviros epulões, provavelmente em algum lugar depois de 12 a.C., possivelmente depois da morte de Marco Vipsânio Agripa ou Ápio Cláudio Pulcro.
Sabino foi eleito cônsul como candidato imperial em 4 a.C. e, durante seu mandato, introduziu e defendeu um édito imperial que reforçou os direitos dos povos designados aliados de Roma que buscassem recuperar dinheiro que lhes tivesse sido extorquido por governadores inescrupulosos. 